# Keoni Waxman
Keoni Waxman (Hawaii, 1968. június 30.–) amerikai filmrendező, aki leginkább a Steven Seagallal való munkájáról ismert.

## Élete
Honoluluban született és nőtt fel. Akciófilmek, dark thrillerek és független drámák írásáról, rendezéséről és gyártásáról ismert, amelyeket világszerte forgat ActionHouse Pictures nevű cége számára. Keoni jelenleg a kaliforniai Santa Monicában él családjával.

## Filmográfia
- I Shot a Man in Vegas (1995)
- Robbanásveszély (1998)
- Shooting Gallery (2005)
- Anna Nicole – egy playmate története (2009)
- A testőr (2009)
- Halálos ellenfél (2009)
- Nyomodban a halál (2010)
- Szigorított őrizet (2012)
- Az utolsó vérig (2013)
- Az igazság védője (2014)
- Az Igazság mecénása – A feloldozás (2015)
- Élve vagy ölve (2016)
- A fegyver rossz végén (2016)
- Célpont neve: Salazar (2017)
- The Hard Way (2019)
- The Ravine (2021)
- Hong Kong Love Story (TBA)

## Fordítás
- Ez a szócikk részben vagy egészben  a   Keoni Waxman című angol Wikipédia-szócikk fordításán alapul.  Az eredeti cikk szerkesztőit annak laptörténete sorolja fel. Ez a jelzés csupán a megfogalmazás eredetét és a szerzői jogokat jelzi, nem szolgál a cikkben szereplő információk forrásmegjelöléseként.